# Гійон Фернандес
Гійон Фернандес (нід. Guyon Fernandez, нар. 18 квітня 1986, Гаага) — нідерландський футболіст, нападник.

## Ігрова кар'єра
У дорослому футболі дебютував 2007 року виступами за команду клубу «АДО Ден Гаг», в якій провів один сезон, взявши участь в 11 матчах чемпіонату.
Протягом 2008—2011 років захищав кольори клубу «Ексельсіор» (Роттердам), з яким за результатами сезону 2009/10 зміг вийти до Ередивізі, де і дебютував наступного сезону.
Своєю грою привернув увагу представників тренерського штабу клубу «Феєнорд», до складу якого приєднався влітку 2011 року. В новій команді Гійон мав замінити Люка Кастайньйоса, що перейшов у «Інтернаціонале», проте в команді з Роттердама Фернандес не закріпився, зігравши за наступні два сезони своєї ігрової кар'єри лише 28 матчів в Ередивізі. Через це на сезон 2013/14 футболіст був відданий в оренду до клубу «Зволле», з яким в тому ж сезоні виграв історичний перший для «Зволле» титул володарів Кубка Нідерландів, розгромивши у фіналі столичний «Аякс» 5:1, причому два голи в тому матчі забив саме Фернандес.
З літа 2014 року гравець залишився без клубу. У жовтні 2014 року Фернандес був пов'язаний з переходом в болгарський клуб «Левскі», з клубом в Саудівській Аравії і з іспанським клубом «Реал Вальядолід», проте з жодною з команд контракт так і не підписав. У листопаді 2014 року розпочав тренування з колишнім клубом «Ексельсіор». У січні 2015 року був близьким до переходу в англійський клуб «Шеффілд Венсдей», проте 12 січня 2015 року було оголошено, що Фернандес підписав контракт з нідерландським клубом «НАК Бреда» до кінця сезону, зігравши за цей час у 15 матчах Ередивізі і 4 іграх національного кубка.
11 серпня 2015 року було оголошено, що Фернандес підписав контракт з австралійським клубом «Перт Глорі» з А-Ліги. 25 жовтня 2015 року Гійон Фернандес забив свій перший і єдиний гол за «Перт Глорі» у матчі чемпіонату проти клубу «Аделаїда Юнайтед» (3:1). Всього за «Перт Глорі» нідерландець зіграв 5 матчів і забив 1 гол.
4 квітня 2016 року підписав контракт з українським клубом «Сталь» (Дніпродзержинськ), де став працювати під керівництвом співвітчизника Еріка ван дер Мера. У червні того ж року залишив кам'янський клуб.

## Титули і досягнення
- Володар Кубка Нідерландів (1):

«Зволле»: 2013–14